# Саєрет Маткаль
Саєрет Маткаль (івр. סיירת מטכ"ל, укр. Розвідувальний підрозділ Генерального штабу, раніше Unit 269 або Unit 262) — елітний спецпідрозділ армії оборони Ізраїлю.

## Визначні операції
- Ізраїльський рейд на аеропорт Бейрута (1968)
- Операція «Ізотоп» (1972)
- Операція «Ентеббе» (1976)

## Відомі військові
- Егуд Барак — військовий і політичний діяч, 22-й Міністр оборони, прем'єр-міністр Ізраїлю.
- Беньямін Нетаньягу — державний і політичний діяч, прем'єр-міністр Ізраїлю.
- Йонатан Нетаньягу[en] — ізраїльський військовий діяч, підполковник.